# Manuel Neila
Manuel Neila Lumeras (Hervás, Cáceres, 1950) es un poeta, ensayista y traductor español.

## Biografía
Pasó sus años de infancia y juventud en Asturias y cursó estudios de Filosofía y Letras en la Universidad de Oviedo, donde se licenció en Filología Románica. Ejerció como profesor de Lengua Castellana y Literatura antes de dedicarse al oficio de escritor de manera exclusiva. En la actualidad colabora en diversos diarios y revistas de ámbito nacional. 
Ha participado como ponente en algunos cursos organizados por las universidades de Madrid, Extremadura, Oviedo, Zaragoza y Salamanca.
Poeta cauteloso y casi secreto, Manuel Neila se decantó enseguida por la poesía esencial y el silencio del que emerge. Tras la publicación de Clamor de lo incesante (1978), con el que se dio a conocer como poeta, fue incluido por José Luis García Martín en su antología Las voces y los ecos (1980).
Entre sus publicaciones más recientes cabe destacar: El camino original [Antología poética 1980-2012] (2012), el volumen de artículos El escritor y sus máscaras (2015), el diario personal Clima de riesgo. Días de 2012 (2015) y los libros de ensayo La levedad y la gracia (2016) y Cristóbal Serra en su laberinto (2017).  
Su interés por la escritura fragmentaria, a la que dedica una atención especial, viene materializándose en libros como El silencio roto (1998), Pensamientos de intemperie (2012) y Pensamientos desmandados (2015). 
En la actualidad, dirige la colección de aforismos "A la mínima" para la Editorial Renacimiento de Sevilla, donde acaba de publicar la antología Bajo el signo de Atenea. Diez aforistas de hoy (2017). 
Ha traducido a Gérard de Nerval, Charles Baudelaire, Philippe Jaccottet, Haroldo de Campos y Àlex Susanna, entre otros. También ha editado Páginas escogidas de Montaigne, Papeles póstumos de Ángel Sánchez Rivero, Sentencias y donaires de Antonio Machado, Hogares humildes. Obra poética de José García-Vela y Aforismos y Charlas de café de Santiago Ramón y Cajal.
En 2023, fue el candidato del PSOE a la alcaldía de Morata de Tajuña, siendo elegido concejal en las elecciones del 28 de mayo de 2023.

## Sobre su poesía
"A pesar de aparecer en Las voces y los ecos, Manuel Neila no se ajusta demasiado a la poética mayoritaria en esa antología, la que representan Miguel d'Ors, Eloy Sánchez Rosillo, Fernando Ortiz o Víctor Botas. Nada más ajeno a él que el coloquialismo o la ironía. Manuel Neila es un poeta de estirpe neorromántica. En su título inicial, el magisterio más destacado es el de Vicente Aleixandre, un nombre al que por entonces comenzaban a volverle la espalda los poetas jóvenes. Luego se le añadiría Claudio Rodríguez, con su lírica exclamativa. Y más tarde, el Eugénio de Andrade de los poemas en prosa y el Cristóbal Serra de las parábolas orientalizantes. Sin olvidar, claro, la poesía francesa, de Bonnefoy a Jaccottet. Ni a Hölderlin o Novalis."
José Luis García Martín, "La poesía completa de Manuel Neila", incluido en Gabinete de lectura (La Veleta, 2007).

"Todo en él [El camino original] está hecho de observación de la naturaleza, de temblor delicado ante el paso del tiempo, de trazos y de signos sencillísimo que ocultan una rara sabiduría milenaria, de talento constructivo, de perfección métrica (sus haikus y sus tankas son, siempre, magistrales), del bisbiseo susurrante que caracteriza su dicción. Hay en él una clara voluntad de versificar a partir de lo mínimo, de lo elemental. Pero del montón de nada pasajera sobre el que levanta sus versos se alza una brisa redentora que calma la sed, vivifica el alma y depura la mente. A modo de vacuna, la poesía de Neila nos inyecta la dosis de melancolía necesaria para superar la tristeza. Y lo hace de un modo tan sutil, tan etéreo, tan exquisito que nos hace flotar, como en deliquio hipnótico, sobre las cosas de allá abajo, felizmente eclipsadas por la belleza de sus versos."
 Luis Alberto de Cuenca, Prólogo a El camino original (Editorial Renacimiento, 2014).

"La poesía de Neila es coloquial del mismo modo que lo es la de Cernuda o la de Leopardi. Sin concesiones a la actualidad, pero tampoco a barroquismos o surrealismos. La voz de Neila se quiere machadiana, clara para hablar de lo hondo."
 Martín López-Vega, Manuel Neila, Celadas de las horas en vilo (El Cultural).

## Obra

### Poesía
- Clamor de lo incesante, Avilés, Jugar con fuego, 1978.
- Las líneas de la vida, Gijón, Ateneo Obrero, 1996.
- Cantos de frontera / Chants de Frontière, traducción de Michelle Serre, Toulouse, Le Bien-Vivre, 2003.
- Huésped de la vida. Poesía 1980-2005, Gijón, Llibros del Pexe, 2005, que incluye:
  - Pasos perdidos (1980)
  - Estancias (1986)
  - El transeúnte (1990)
  - Una mirada (1996)
  - Cantos de frontera (2000)
  - El sol que sigue (2005)
- El camino original (Antología poética, 1980-2012), Sevilla, Editorial Renacimiento, 2014.
- Fábulas del tiempo, Madrid, Sial Pigmalión, 2018.
- Sendas de Bashô, Madrid, Editorial Polibea, 2018.
- Fuentes de la edad, Madrid, Editorial Polibea, 2021.

### Aforismos
- Pensamientos de intemperie, Sevilla, Editorial Renacimiento, col. "A la mínima", 2012.
- Pensamientos desmandados, Sevilla, Ediciones de La Isla de Siltolá, 2015.
- El juego del hombre, Sevilla, Editorial Renacimiento, 2018.
- Discordancias. Antología esencial, Sevilla, Libros al Albur, 2019.
- Palabras en curso, Sevilla, Thémata Editorial, 2021.
- La vida entre líneas, Cantabria, Editorial Libros del Aire, 2022.

### Diario
- El silencio roto, Gijón, Llibros del Pexe, 1998.
- Clima de riesgo. Días de 2012, Sevilla, Editorial Renacimiento, 2015.

### Ensayo
- Las palabras y los días, Gijón, Llibros del Pexe, 2000.
- El escritor y sus máscaras, Madrid, Pigmalión Edypro, 2015.
- La levedad y la gracia, Sevilla, Editorial Renacimiento, 2016.
- Cristóbal Serra en su laberinto, Madrid, Editorial Polibea, 2017.
- Rendición del héroe. Del poeta romántico al hombre imaginativo, Madrid, Editorial Polibea, 2019.
- La memoria herida. Vida y obra de Jorge Eliécer Pardo, Madrid, Editorial Polibea, 2022.

### Traducciones
- Las Quimeras y otros poemas, de Gérard de Nerval, Madrid, Júcar, 1982.
- Oda (explícita) en defensa de la poesía en el día de San Lukács, de Haroldo de Campos, Vardar. Revista mensual de cultura, n.º 22, octubre de 1984.
- Philippe Jaccottet al servicio de lo visible, El Ciervo, n.º 502, Barcelona, enero de 1993.
- Bosques y ciudades, de Àlex Susanna (con Ángel Guinda); incluido en Casas y cuerpos, Valladolid, Fundación Jorge Guillén, 2001.
- El spleen de París, de Charles Baudelaire, Sevilla, Editorial Renacimiento, 2009.
- Las flores del mal, de Charles Baudelaire, Madrid, Júcar, 1988; 2ª edición, Sevilla, Editorial Renacimiento, 2010.

### Antologías
- Presencias y figuras (Antología 1937-1976) de José Lezama Lima, Sevilla, Editorial Renacimiento, 2013.
- Aforismos contantes y sonantes (Antología consultada), Cáceres, Letras Cascabeleras, 2016.
- Bajo el signo de Atenea. Diez aforistas de hoy, Sevilla, Editorial Renacimiento, 2017.

### Ediciones
- Michel de Montaigne, Páginas escogidas, Madrid, Júcar, 1990.
- Ángel Sánchez Rivero, Papeles póstumos, Gijón, Llibros del Pexe, 1997.
- Antonio Machado, Sentencias y donaires, Sevilla, Editorial Renacimiento, 2010.
- José García-Vela, Hogares humildes. Obra poética, Sevilla, Editorial Renacimiento, 2010.
- José Zorrilla, Don Juan Tenorio, Madrid, Grupo Editorial Sial Pigmalión, 2015.
- Lord Byron, El Corsario, Madrid, Grupo Editorial Sial Pigmalión, 2015.
- Emilio Castelar, Vida de Lord Byron, Madrid, Grupo Editorial Sial Pigmalión, 2015.
- Santiago Ramón y Cajal, Aforismos y Charlas de café, Sevilla, Editorial Renacimiento, 2016.
- Rubén Darío, Los raros, Madrid, Grupo Editorial Sial Pigmalión, 2017.
- Federico García Lorca, Impresiones y paisajes, Madrid, Grupo Editorial Sial Pigmalión, 2017.
- Isidoro Acevedo, Los topos. La novela de la mina, Sevilla, Renacimiento, 2020.
- Ángel Crespo, Escrito en el aire. Aforismos, 1975-1995, Sevilla, Apeadero de Aforistas-Thémata Editorial, 2020.
- Charles Baudelaire, Invitación al viaje, Gijón, Impronta Editorial, 2022.

### En coautoría
- Lecturas hispanoamericanas, Cáceres, Editorial Regional de Extremadura – Asociación de Escritores Extremeños, 2010.
- En torno a Fernando Vela, Ediciones de la Universidad de Oviedo, 2013.
- Federico García Lorca, a contraluna, Madrid, Huerga & Fierro Editores, 2017.
- I Bienal “Ángel Crespo”. Poesía y traducción, Madrid, Ediciones de la Revista Áurea, 2017.

### Antologías colectivas
Poesía
- Las voces y los ecos, José Luis García Martín (ed.), Oviedo, Editorial Júcar, 1980.
- Poetas del poeta. A Friedrich Hölderlin en el 150 aniversario de su muerte, Anacleto Ferrer y Jesús Munárriz (eds.), Madrid,  Ediciones Hiperión, 1994.
- Los niños de la guerra (Antología), José Cercas (ed.), Madrid, Grupo Editorial Sial / Pigmalión, 2015.
- Nos queda la palabra, Hilario Jiménez Gómez (ed.), Cáceres, Diputación Provincial de Cáceres – Excmo. Ayuntamiento de Montánchez, 2017.

Aforismos
- Pensar por lo breve. Aforística española de entresiglos. Antología  1980-2012, José Ramón González (ed.), Gijón, Ediciones Trea, 2013.
- L`aforisma in Spagna. Tredici scrittori di aforismi contemporanei, Fabrizio Caramgna (ed.), Torino, Genesi Editrice, 2014.
- Aforistas españoles vivos, José Luis Trullo (ed.), Sevilla, Libros al Albur, 2015.
- Verdad y media, León Molina (ed.), Sevilla, Ediciones de La Isla de Siltolá, 2017.
- Verdad y media (300 aforismos), León Molina (ed.), Sevilla, Ediciones de La Isla de Siltolá, 2017.
- Concisos. Aforistas españoles contemporáneos, Mario Pérez Antolín (ed.), Madrid, Cuadernos del Laberinto, 2017.
- Para una teoría del aforismo, Javier Sánchez Menéndez (ed.), Gijón, Editorial Trea, 2020.
- Espigas en la era. Micropedia de aforistas españoles vivos, Carmen Canet y Elías Moro (eds.), Sevilla, Apeadero de aforistas, 2020.
- La sonrisa de Nefertiti. Los aforistas y la felicidad, Ricardo Virtanen (ed.), Sevilla, Apeadero de aforistas, 2020.
- Mil aforismos sobre el amor y otras pasiones, Ricardo Álamo (ed.), Sevilla, Renacimiento, 2022.